# 메추라기속
메추라기속(Coturnix)은 꿩과의 한 속이다. 메추라기 등이 속해 있다.

## 하위 종
- Coturnix coromandelica
- Coturnix delegorguei
- 유럽메추라기(Coturnix coturnix)
- 메추라기(Coturnix japonica)
- †Coturnix novaezelandiae
- Coturnix pectoralis